# Henri Colins
Henri Colins est un homme politique français né le 3 février 1860 à Paris et décédé le 17 octobre 1933 à Château-d'Olonne (Vendée).

## Biographie
Henri Colins est le fils de Louis Césaire Colins, inspecteur général des eaux et forêts, et de Noémie Julie Tarin.
Propriétaire terrien, il est conseiller municipal de Château-d'Olonne en 1892 et maire en 1900. Il est conseiller général du canton des Sables-d'Olonne de 1913 à 1925 et député de la Vendée de 1924 à 1928. 
Il s'occupe également d'histoire locale et publie de nombreux articles dans la revue de la société d'histoire locale, Olona, qu'il fonda.
Il est le gendre d'Emmanuel Halgan.

## Hommages
- Rue Henri-Colins, aux Sables-d'Olonne

## Publications
- Cartes / Greenville Colins
- L'Ancien Littoral Bas-Poitevin : L'Illicon et le Portus Secor (1923)
- Guide du touriste aux Sables-d'Olonne et aux environs : notices historiques et biographiques, plan de la ville et carte de la région (1913)
- Camées vendéens. Marcel Petiteau (1897)

## Source
- « Henri Colins », dans le Dictionnaire des parlementaires français (1889-1940), sous la direction de Jean Jolly, PUF, 1960 [détail de l’édition]